# Cape Columbine

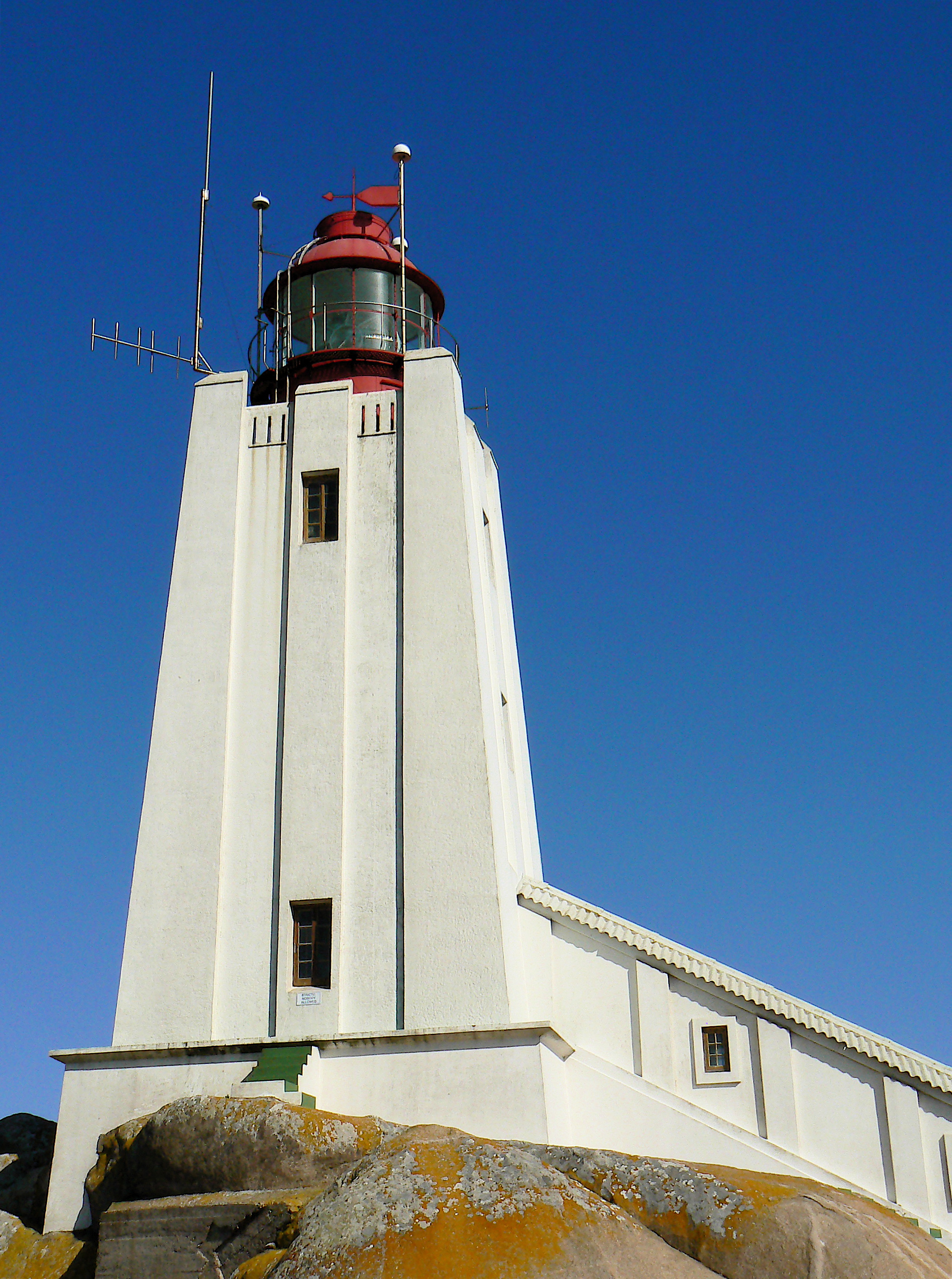
Veuillez ajouter une photo à la page Phare de Cape Columbine, Afrique du Sud.

Cape Columbine est une péninsule et une réserve naturelle. Cape Columbine est notamment connu pour son phare.
Avant que le phare de Cape Columbine ait été construit en 1936, la côte ouest de l'Afrique du Sud, de Saldanha à Stompneus Bay, était infâme pour les naufrages. La liste des victimes locales de la marine comprenait Heleric (1932), Haddon Hall (1913), Lisboa (1910), SS Saint Lawrence (1876) et Columbine (1829).